# آرون فان كامب
آرون فان كامب (23 يونيو عام 1816-15 سبتمبر عام 1892) كان يعمل جاسوسًا للولايات الكونفدرالية الأمريكية خلال الحرب الأهلية. كان عضوًا في عصابة روز أونيل غرينهاو برفقة ابنه يوجين ب.فان كامب، تفككت العصابة عام 1861 على يد رئيس وكالة الاستخبارات المشكّلة حديثًا ألان بينكرتون.
كان يُعرف فان كامب طوال فترة الحرب الأهلية على أنه طبيب أسنان يعمل في العاصمة واشنطن. أُطلق سراحه عام 1862 بعد اعتقاله وسجنه في سجن أولد كابيتول. استمر خلال ما بقي من الحرب الأهلية بالتجسس لصالح الولايات الكونفدرالية.
انتقل برفقة عائلته إلى ولاية كاليفورنيا خلال فترة حمى الذهب عام 1849، ثم سافر إلى جنوب المحيط الهادئ. أدار خلال خمسينيات القرن التاسع عشر شركة لصيد الحيتان في ساموا، حيث عُيّن وكيلًا تجاريًا للولايات المتحدة في جزر ساموا بين عامي 1853 و1856. عًيّن في وقت لاحق من العام 1881 وكيلًا تجاريًا في فيجي وعمل هناك حتى عام 1884.

## النشأة ومهنته
ولد فان كامب في عام 1816 في مقاطعة لوزيرن التابعة لولاية بنسلفانيا. تزوج فان كامب من ماريا إل بيستور هاربر فيري في فرجينيا عام 1836. أنجب الزوجان ابنهم يوجين ب.فان كامب عام 1838 في لويزفيل التابعة لمقاطعة كنتاكي. عمل يويجن خلال جنديته في أيام شبابه كجاسوس لصالح الولايات الفدرالية الأمريكية.
مارس آرون فان كامب مهنة طب الأسنان في كل من مقاطعات كنتاكيوتينسيوميريلاندوالعاصمة واشنطن. كما سافر برفقة عائلته إلى كاليفورنا خلال فترة حمى الذهب في أواخر أربعينيات القرن التاسع عشر.
ذهب فان كامب في رحلة إلى جنوب المحيط الهادئ عام 1851، وأبدى اهتمامه بتزويد احتياجات سفن صيد الحيتان، واعتمد جزر ساموا كقاعدة له. أنشأ مركزًا لتوفير احتياجات سفن صيد الحيتان في آبيا التابعة لساموا عام 1852. عُيّن عام 1852 وكيلًا تجاريًا لجزر ساموا وتونغا من قبل وزير خارجية الولايات المتحدة، واستمر في منصبه هذا حتى عام 1856 عندما عاد إلى الولايات المتحدة لاستئناف عمله كطبيب أسنان في العاصمة واشنطن.
عبّر بقوة عن أفكاره المؤيدة للعبودية بعد عودته إلى واشنطن، بالأخص بعد فشل الغارة على هاربرز فيري (فيرجينيا الغربية).

## التجسس خلال الحرب الأهلية
في أبريل من عام 1861، بعد فترة وجيزة من بداية الحرب الأهلية، جُنّد يوجين ابن فان كامب في وحدة سلاح الفرسان الكونفدرالية وانضم للفريق أول بيير بيوريغارد قبل بدء معركة بول رن الأولى. ساعد آرون برفقة ابنه يوجين روز أونبل غرينهاو التي كانت تدير عصابة تجسس في العاصمة، إذ عملا على تهريب المعلومات المتعلقة بتحركات قوات الاتحاد قبل معركة بول رن الأولى. تفككت العصابة بعد وقت قصير من ذلك على يد رئيس وكالة الاستخبارات المشكّلة حديثًا ألان بينكرتون.
في أواخر ديسمبر من عام 1861، سجن آرون للاشتباه به كجاسوس في سجن أولد كابيتول وسط العاصمة. تم الإفراج المشروط عنه في مارس عام 1860 بعد أن أقسم يمين ولائه للاتحاد.
ارتبط فان كامب بعد اطلاق سراحة بالخدمة السرية الكونفدرالية. أُبلغ عام 1864 عن تورط آرون وابنه يوجين في نشاطات متعلقة بالتجسس لصالح الكونفدراليين في منطقة فيكسبيرج بولاية مسيسيبي، تبعًا لرسالة سرية وصلت إلى وزير إدوين إم ستانتون من قبل شخص تابع للاتحاد. تحدّثت المزاعم عن بالتجسس تحت غطاء العمل في تجارة القطن. لم يُعتقل أي منهما رغم ذلك.
عمل فان كامب عام 1864 على إصدار تصريح لابنه يوجين يسمح له بفتح متجر في فورت بيلو الواقعة ضمن الأراضي التابعة للاتحاد في ولاية كنتاكي. أصيب يوجين بعد بضعة أيام بجروح بالغة بعد إصابته بطلقة نتيجة هجوم قام به سلاح الفرسان الكونفدرالي تحت قيادة ناثان بيدفورد فورست، وأُجلي بواسطة قوات الاتحاد إلى إلينوي ثم إلى نيويورك لتلقي العلاج.
أرسل فان كامب في يناير من عام 1865 رسالة إلى الرئيس أبراهام لنكولن يطلب فيها إعفاء يوجين من الخدمة الإلزامية، لكن رُفض طلبه. سُمح ليوجين بالعودة برفقة أبيه إلى منزل العائلة في العاصمة واشنطن.
في أبريل من عام 1865، أُرسلت رسالة مجهولة المصدر إلى المحقق في قضية اغتيال الرئيس الأمريكي لينكولكن، الجنرال كريستوفر سي.أوجور، اتهمت الرسالة فان كامب وابنه يوجين بالتورط في اغتيال الرئيس ومحاولة اغتيال وزير الخارجية ويليام سيوارد. لكن لا يوجد أي دليل على تورط أي منهما في المؤامرة.

## نشاطه بعد الحرب
شغل فان كامب بين عامي 1881 و1884 منصب الوكيل التجاري للولايات المتحدة في ليفوكا التابعة لجزر فيجي. توفي في العاصمة واشنطن في 15 سبتمبر عام 1892، ودُفن في مقبرة غلينوود في العاصمة واشنطن.